# Voznessénovka (Buriàtia)
|  | Per a altres significats, vegeu «Voznessénovka». |

Voznessénovka (en rus: Вознесеновка) és un poble de la República de Buriàtia, a Rússia, segons el cens del 2010 tenia 413 habitants.